# Уорхол, Энди
Э́нди Уо́рхол (англ. Andy Warhol; настоящее имя — Андрей Варгола, англ. Andrew Warhola, 6 августа 1928 года, Питтсбург, США — 22 февраля 1987 года, Нью-Йорк, США) — американский художник, продюсер, дизайнер, писатель, издатель журналов и кинорежиссёр русинского происхождения, заметная персона в истории поп-арт-движения и современного искусства в целом.
Основатель идеологии «homo universale», создатель произведений, которые являются синонимом понятия «коммерческий поп-арт». В 1960-х годах был менеджером и продюсером первой альтернативной рок-группы The Velvet Underground. О жизни Уорхола снято несколько художественных и документальных фильмов. Среди наиболее известных произведений Уорхола — «Банки с супом Кэмпбелл» (1961—1962) и «Диптих Мэрилин» (1962).

## Детство

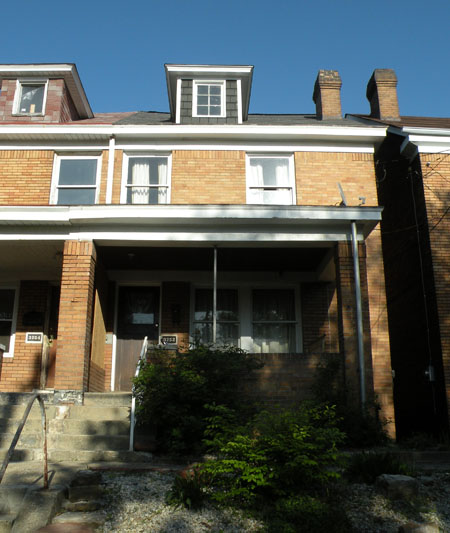
Дом детства Уорхола. Доусон-стрит 3252,

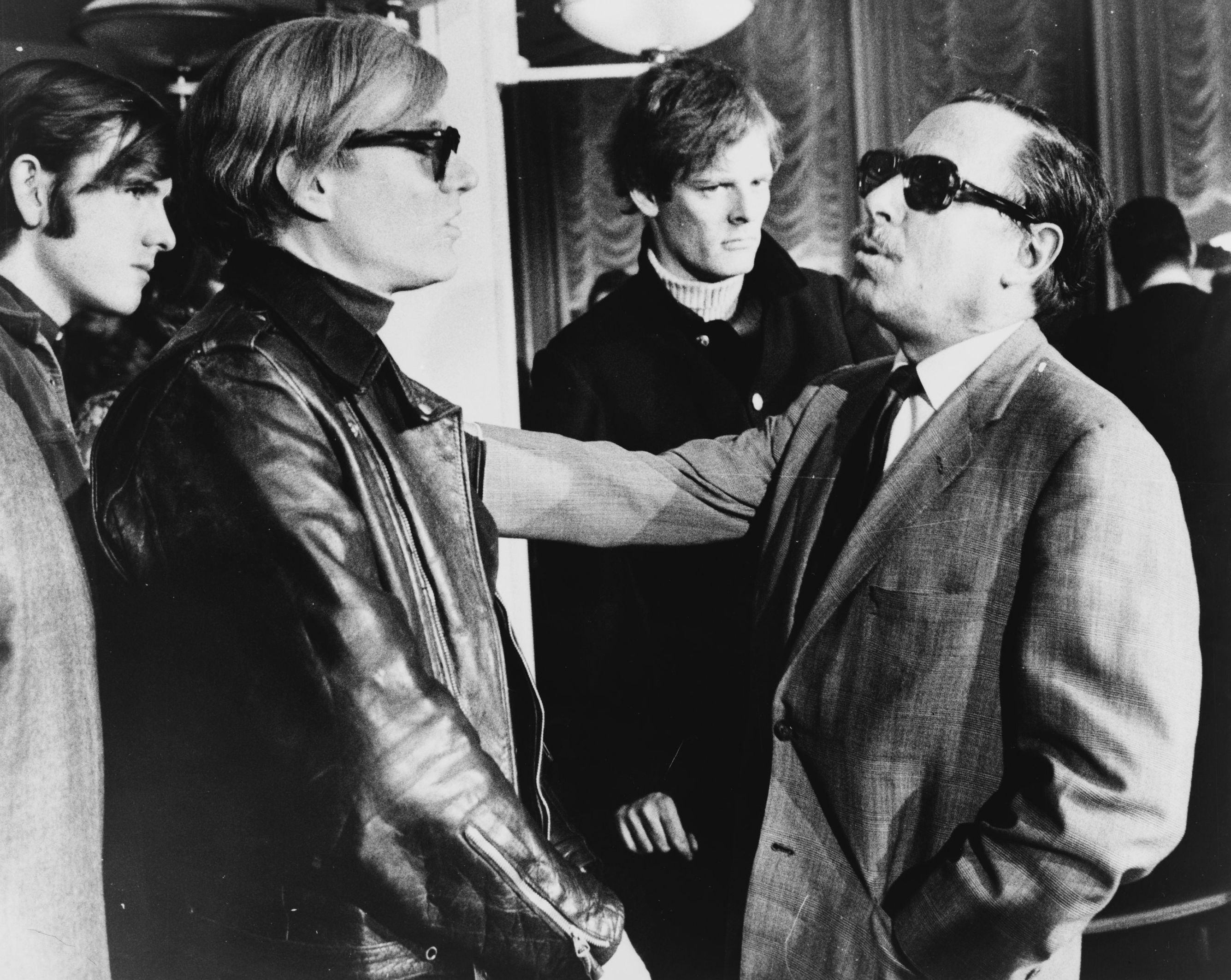
Уорхол (слева) и писатель Теннесси Уильямс (справа) разговаривают на борту корабля «Франция», 1967; на заднем плане — кинорежиссёр Пол Моррисси

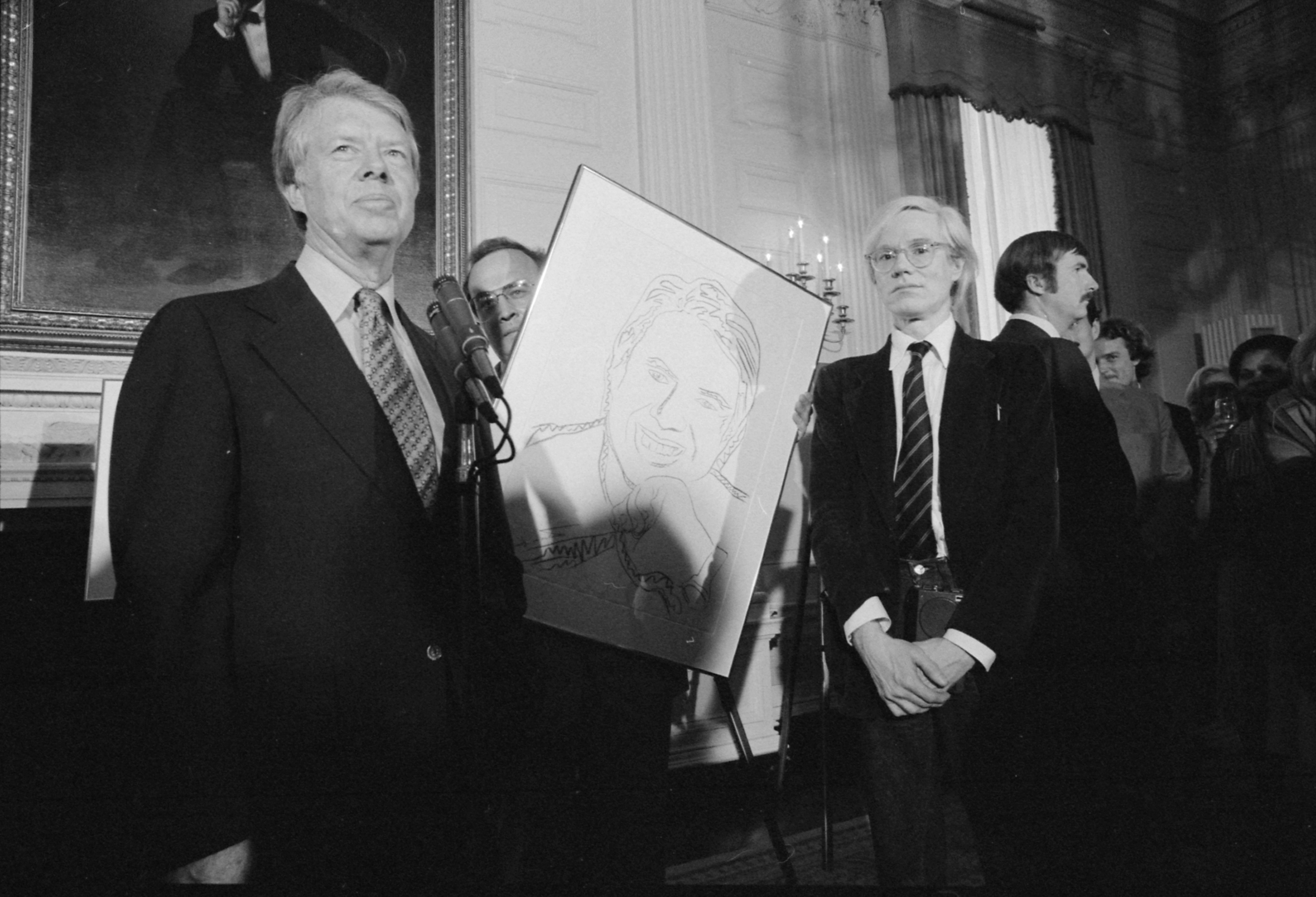
Энди и Джимми Картер в 1977

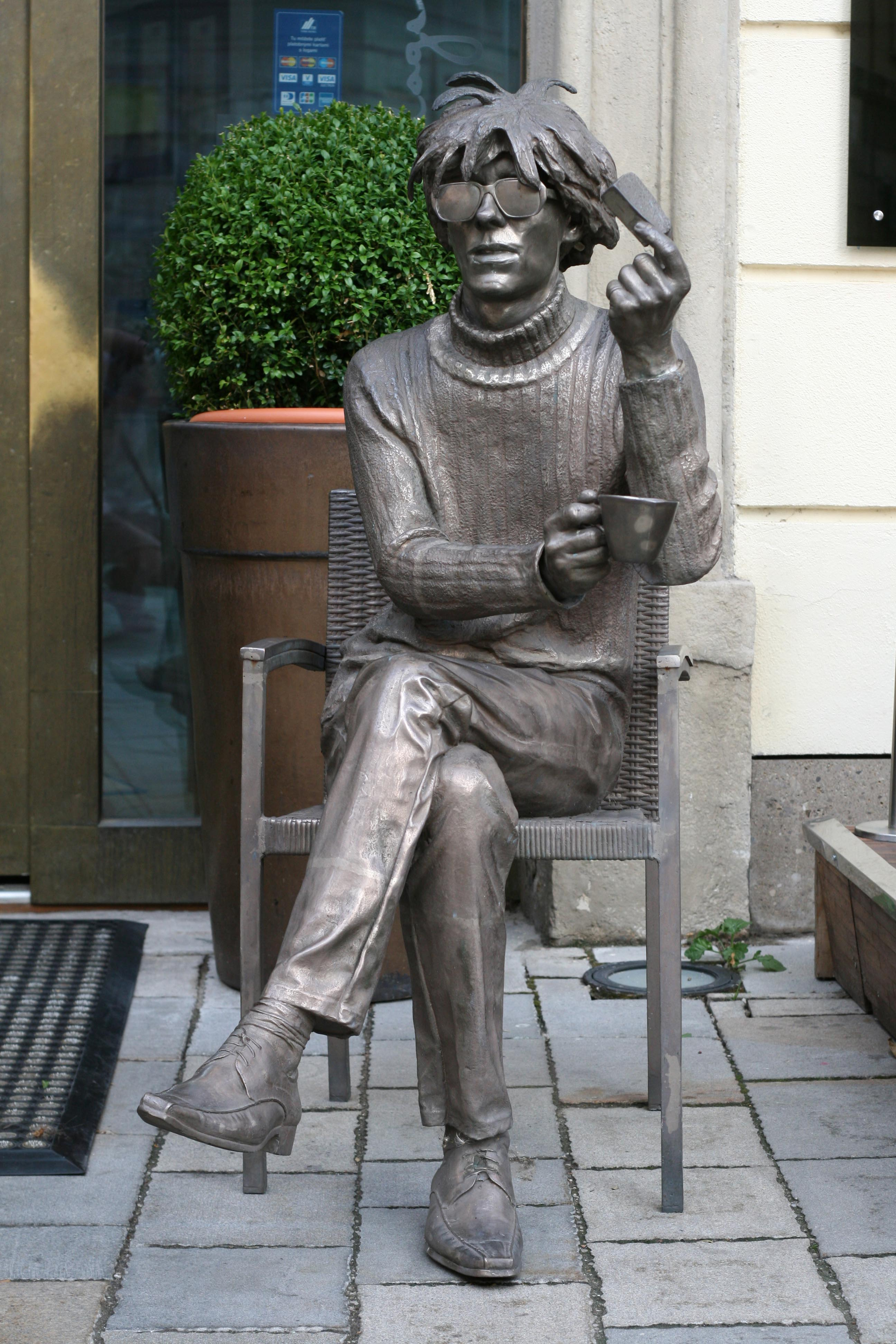
Статуя Энди в Братиславе, Словакия

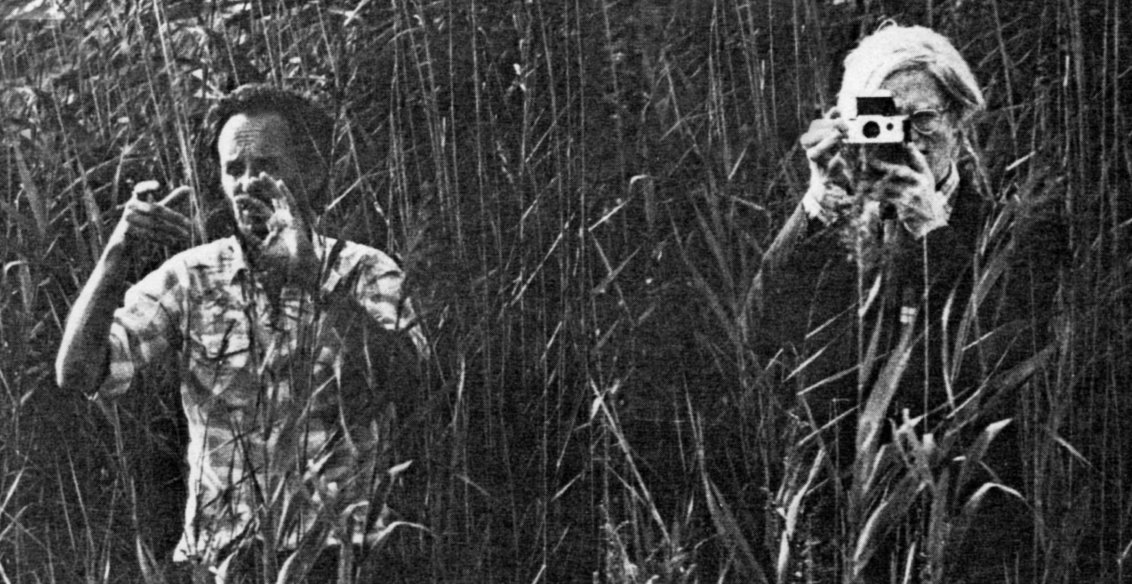
Энди (справа) с режиссёром Улли Ломмелем на съёмках фильма «Кокаиновый ковбой» (1979), в котором Энди сыграл себя

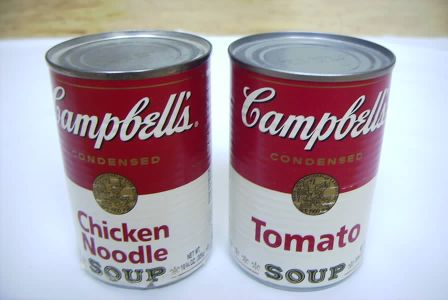
Банка с супом Кэмпбелл

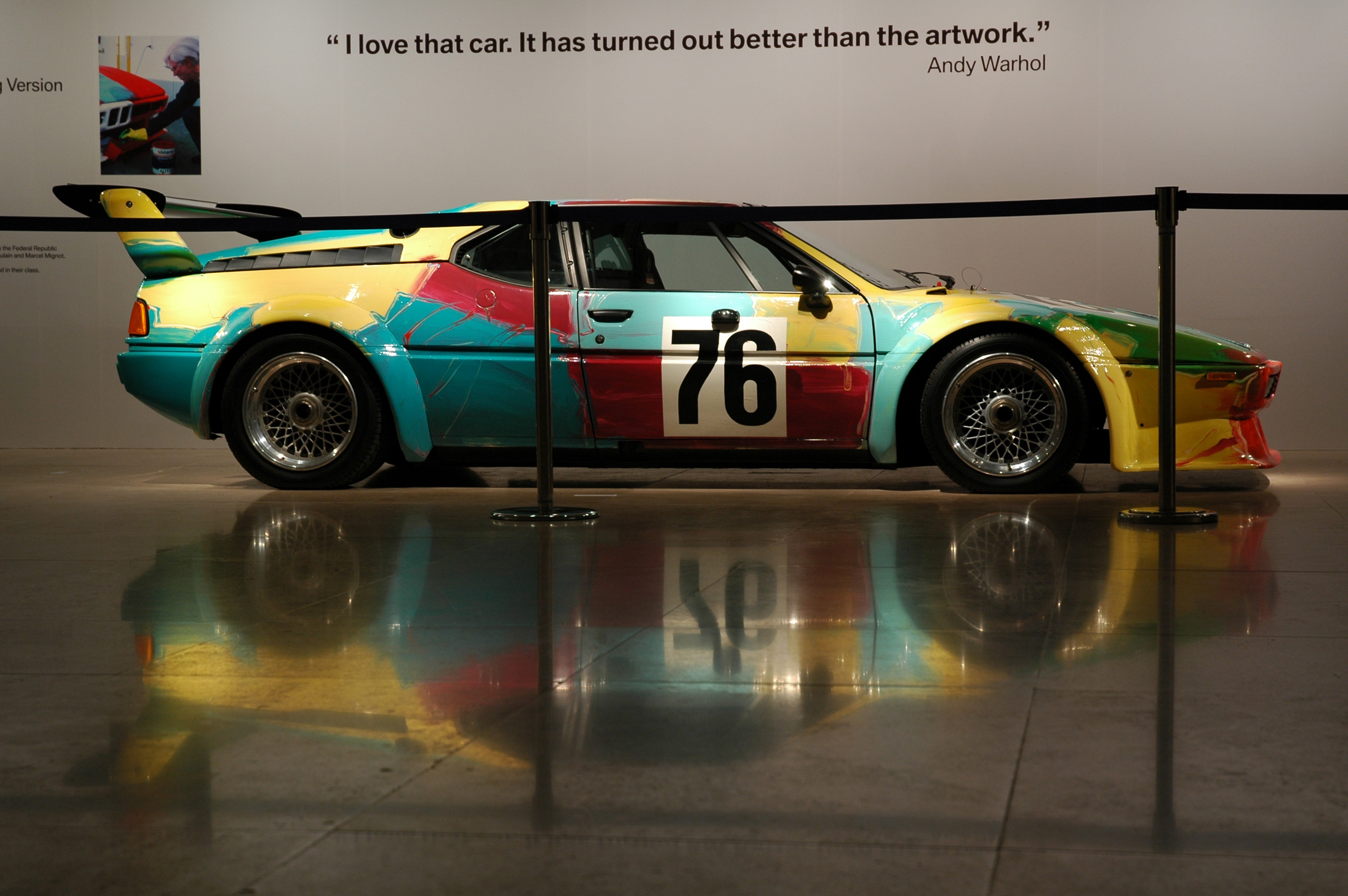
BMW M1, дизайн раскраски Уорхола

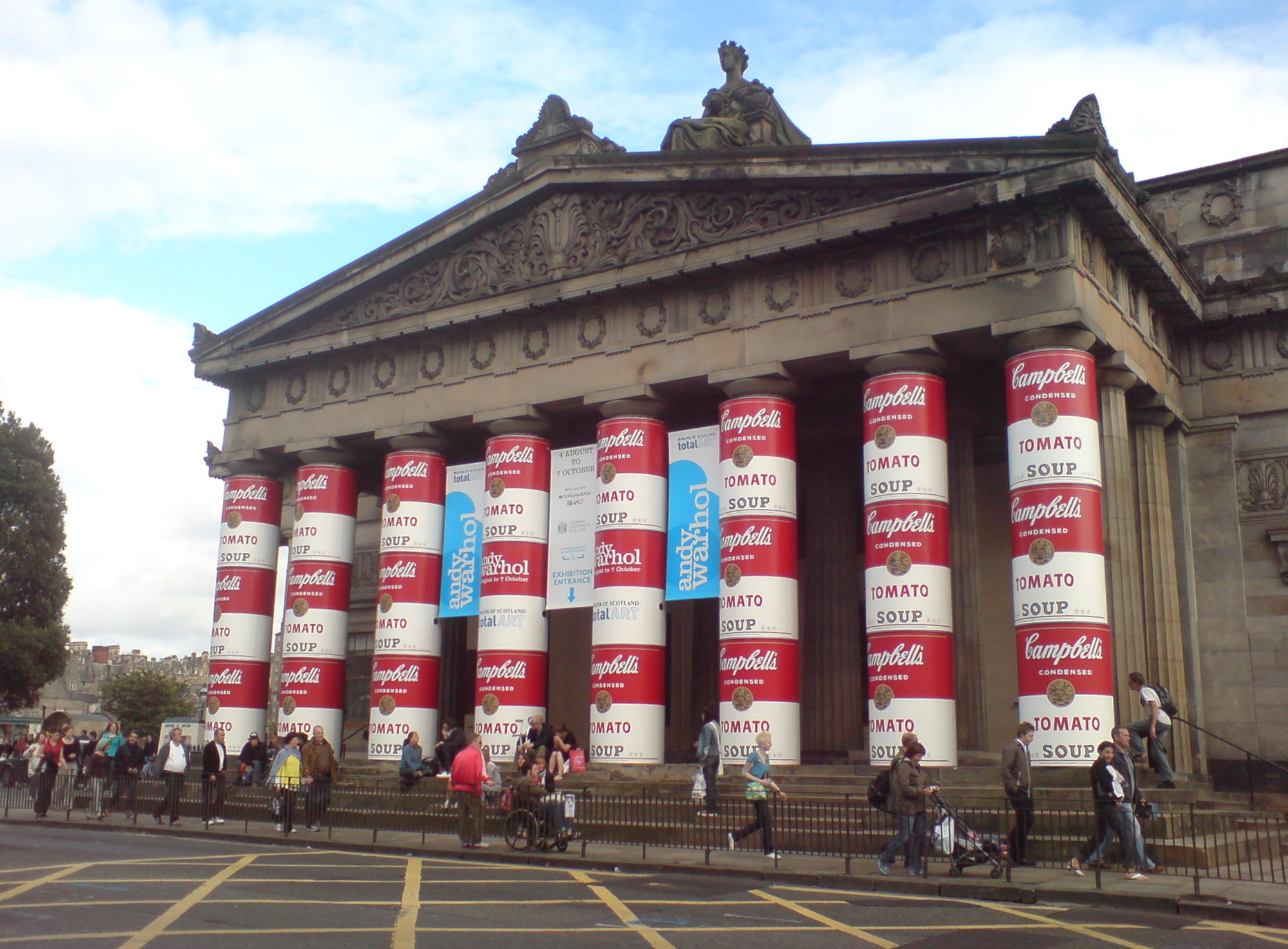
Королевская Шотландская академия в Эдинбурге, Шотландия. Выставка Уорхола, посвящённая 20-й годовщине его смерти. Колонны украшены изображениями банок супа Campbell

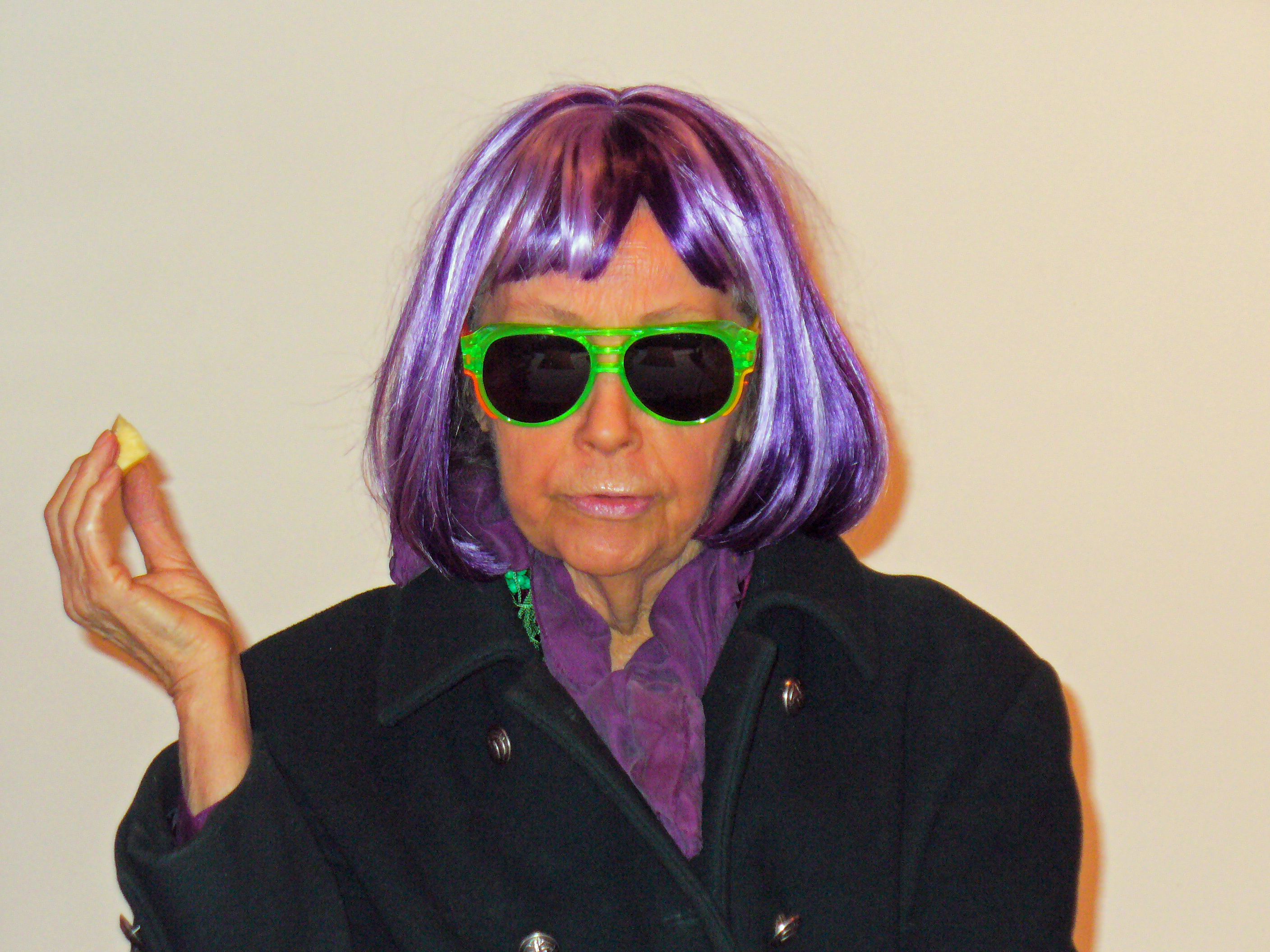
Ультрафиолет — подруга и коллега Энди

Энди Уорхол родился 6 августа 1928 года в Питтсбурге (штат Пенсильвания, США) четвёртым ребёнком в рабочей семье иммигрантов из австро-венгерского Закарпатья: русинов-униатов Андрея Варголы и Юлии Юстины Завацкой. Их малой родиной было село Миково́ (см. en:Miková) у Стропкова на северо-востоке современной Словакии в ста километрах к северо-западу от Ужгорода.
Первый ребёнок — дочь Юстина, родившаяся ещё в Словакии, умерла до переезда в США. Отец Уорхола Андрей в поисках работы иммигрировал в Соединённые Штаты в 1914 году, мать Юлия (в девичестве Завацкая) присоединилась к нему в 1921 году, после смерти бабушки и дедушки Уорхола. Члены глубоко религиозной семьи были прихожанами Русинской греко-католической церкви. Он считал себя религиозным лицом. Уорхол почти ежедневно посещал литургии, и священник при церкви говорил, что он бывал в церкви едва ли не ежедневно. В его искусстве чувствуется влияние иконографии.
По свидетельствам брата Уорхола, Энди был очень религиозным человеком, но не хотел, чтобы люди это видели, потому что считал свои религиозные убеждения личным делом. Художник оплатил обучение племянника, помог ему стать священником.
Отец Уорхола работал в угольной шахте, а мать, не владевшая английским, подрабатывала мытьём окон и уборкой. К 1934 году Уорхолы переехали из трущоб в более комфортабельный район. Семья жила на улице Белен, 55, а затем в Доусон-стрит 3252 в Окленде, одном из центральных районов Питтсбурга. У Энди было два старших брата, Павел (Пол), родившийся в 1923 году, и Джон, родившийся в 1925 году. Сын Павла Джеймс Уорхол стал иллюстратором детских книжек.
Когда родился Энди, его матери, Юлии Варголе, исполнилось 36 лет. Она не могла и слова сказать на английском, на ней всегда было длинное крестьянское платье, фартук и платок, очки в проволочной оправе. Она продавала цветы, которые мастерила из консервных банок и гофрированной бумаги, вышивала картины, к Пасхе расписывала писанки. Мать обожала своего младшего сына и заботилась о нём всю свою жизнь. Считается, что именно она была самым влиятельным человеком в жизни Энди Уорхола и, что именно она дала толчок развитию его талантов.
В третьем классе Уорхол заболел хореей Сиденгама, также называемой «пляской святого Витта», которая явилась следствием перенесённой ранее скарлатины, после чего большую часть времени был прикован к постели. В классе он стал изгоем. Появилась мнительность, развилась боязнь врачей и больниц, которая не отпускала его до смерти. В то время, когда Энди был прикован к постели, он начал увлекаться рисованием, собирать фотографии кинозвёзд и делать коллажи из газетных вырезок. Сам Уорхол позже упоминал этот период как очень важный в становлении его личности, выработавший навыки, художественный вкус и предпочтения.
Когда Энди было 13 лет, в результате несчастного случая на шахте погиб его отец. В 1945 году Уорхол окончил среднюю школу.

## Начало карьеры
Планировал получить художественное образование в Питтсбургском университете, чтобы потом преподавать рисование. Но потом планы изменились, и он поступил в Технологический институт Карнеги, рассчитывая сделать карьеру в качестве коммерческого иллюстратора. В 1949 году он получил степень бакалавра изящных искусств в области графического дизайна. Успевал в учёбе хорошо, но часто не находил общий язык с преподавателями и сокурсниками.
После окончания в 1949 году переехал в Нью-Йорк, где начал работать оформителем витрин магазинов, рисовать открытки и рекламные плакаты. Позже его принимали на работу художником-иллюстратором в журналы Vogue, Harper's Bazaar и ещё в несколько менее популярных изданий. В этот период он американизировал свою фамилию, начав писать её без последней буквы a — «Уорхол» (Warhol).
Уже к 1950 году пришёл успех после удачного оформления рекламы обувной компании «И. Миллер». На рекламных плакатах была изображена в эксцентричной манере нарисованная чернилами обувь со специально сделанными кляксами. В середине 1950-х Уорхол проиллюстрировал самоучитель испанского языка Маргариты Мадригаль, положивший начало серии её бестселлеров-самоучителей, многократно переиздававшихся.
В 1962 году Уорхол провёл первую свою крупную выставку, которая принесла ему популярность. К этому времени Уорхол смог купить собственный дом на Манхэттене, на 33-й Восточной улице. Доходы его поднялись до отметки 100 тысяч долларов в год, и это дало ему возможность больше увлекаться любимым делом — рисованием, и мечтать о «высоком искусстве».
Уорхол одним из первых применил трафаретную печать как метод для создания картин. В своих ранних шелкографиях он использовал собственные, нарисованные от руки изображения. Позже, с помощью проектора, он транслировал на холст уже фотографии и вручную обводил изображение. Применение шелкографического метода было одним из этапов в стремлении Уорхола к массовому репродуцированию и тиражированию художественных произведений, вопреки всей критике Вальтера Беньямина, который писал о потере ауры и ценности произведения в век его технической воспроизводимости.
Способ Уорхола заключался в следующем: на рамку натягивалась нейлоновая сетка. Само изображение на сетке создавалось путём контактного засвечивания. На сетку, пропитанную фотоэмульсией, накладывался диапозитив. Всё засвечивалось, как при фотопечати. На освещённых местах сетки фотоэмульсия полимеризовалась и становилась нерастворимой плёнкой. Лишнее смывалось водой. Так создавалась матрица, то есть печатная форма. Её накладывали на бумагу или ткань, и наносили краску. Краска проникала через прозрачные участки сетки и создавала изображение. Таким образом, нанося специальным резиновым валиком на деревянной ручке чёрную краску, Уорхол исполнил основной контур своих самых известных произведений: многократно повторяющихся Мэрилин Монро, Элизабет Тейлор и других. Для многоцветной печати требовалось количество матриц, равное количеству цветов. Одного комплекта матриц хватало на большое количество изображений. Внедрение инновационных технологий в процесс создания образов ставило искусство на коммерческую основу.
В 1960-х годах художник использовал для своего творчества фотографии, напечатанные в СМИ. Начиная с 1980-х годов, он делал снимки сам фотоаппаратом Полароид.

## Становление, творческая карьера
Уже в 1952 году работы Уорхола были представлены на выставке в Нью-Йорке, а в 1956 он получил почётный приз «Клуба художественных редакторов».
В 1960 году Уорхол создал дизайн для банок Кока-кола, который принёс ему известность художника с неординарным видением искусства. В начале шестидесятых Уорхол всё больше занимался графикой, создавая, в основном, только произведения с изображением долларовых банкнот. В 1960—1962 появился цикл произведений с изображением консервных банок супа Кэмпбелл (англ. Campbell’s Soup Can). Первоначально плакаты с банками супа исполнялись в технике живописи: «Банка с супом Кэмпбелл (рисово-томатный)» (Campbell’s Soup Can (Tomato Rice), 1961, а с 1962 года — в технике шёлкографии («Тридцать две банки супа Кэмпбелл», «Сто банок супа Кэмпбелл», «Двести банок супа Кэмпбелл» — все 1962). Также, в 1962 году, поворотном для себя, Уорхол создал серии «Зелёные бутылки кока-колы». Рисунки банок в ярких тонах стали «визитной карточкой» Уорхола. Показ работ на выставке в галерее «Stabl» вызвал большой резонанс среди общественности. Хотя, по мнению критиков, эти картины отражали безликость и пошлость культуры массового потребления, менталитет западной цивилизации. После этой выставки Уорхола причислили к представителям поп-арта и концептуального искусства, таким как Роберт Раушенберг, Джаспер Джонс и Рой Лихтенштейн.
Начиная с этого периода Уорхол как фотограф и художник работал с образами звёзд эстрады и кино: Мэрилин Монро, Элизабет Тейлор, Джима Моррисона, Мика Джаггера и Элвиса Пресли, а также с образами политиков, например, Мао Цзэдуна, Ричарда Никсона, Джона Кеннеди и Владимира Ильича Ленина («Красный Ленин», «Чёрный Ленин»). После ухода Монро из жизни он создал свой знаменитый «Диптих Мэрилин», ставший аллегорией жизни и смерти актрисы. По состоянию на 2011 год Диптих Мэрилин был выставлен в филиале лондонской Галереи Тейт в Ливерпуле. 2 декабря 2004 года газета «The Guardian» опубликовала список 500 наиболее выдающихся произведений современного искусства, где это произведение Уорхола занимает почётное третье место.
У Уорхола был своеобразный, постоянно меняющийся подход к живописи. Одним из новшеств стало применение красок кислотных оттенков.

## «Фабрика»
В 1963 году Уорхол купил здание на Манхэттене, здание получает название «Фабрика», тут Энди ставит на поток создание произведений современного искусства. В 1964 году состоялась первая выставка арт-объектов Уорхола, не вписывающихся в рамки понятия живописи. Экспозиция заключалась в демонстрации около сотни копий упаковочной картонной тары, коробок из-под кетчупа «Хайнц» и стирального порошка «Brillo». По случаю открытия выставки Уорхол устроил презентацию своей новой необычной студии, «Фабрики», стены которой были выкрашены в серебряный цвет. В студии царила обстановка вседозволенности, проводились вечеринки. Это помещение нарушило представление о мастерской художника как об уединённом месте. «Фабрика» и её хозяин стали часто фигурировать в репортажах светской хроники, о них стали писать в журналах и средствах массовой информации. Создаёт Уорхол и собственный проект — журнал «Интервью», где знаменитости брали интервью у знаменитостей.
«Фабрика» была организованным производством, которое выпускало до 80 печатных произведений в день, то есть несколько тысяч отпечатков в год. Был нанят коллектив рабочих, осуществлявших массовое производство поставленных на поток репродукций с портретами знаменитостей. Героев своих тиражируемых произведений Уорхол фотографировал у себя в мастерской, делая Полароидом серию моментальных снимков. Из множества кадров выбирался лучший, увеличивался, и методом шёлкографии переносился на холст. Поверхность холста покрывалась краской либо до репродуцирования, либо Уорхол наносил масляную краску по уже репродуцированному отпечатку. Обычно делалось несколько вариантов одного произведения. Таким образом Уорхол превратил искусство в «бизнес-арт», руководя исполнителями, которые технически воспроизводили его собственные работы.
Уорхол придерживался мнения, что знаменитости на портретах должны были выглядеть идеально и без изъянов: картина «До и после» из цикла «Рекламные объявления» (1960), давала анонс «нового лица от Уорхола», якобы «улучшенной версии тебя самого». Он ретушировал морщины и дефекты кожи лица, убирал лишние подбородки, подрисовывал ярче глаза и губы, придавая лицам идеализированные черты. Среди клиентов Уорхола — всё семейство иранского шаха Мохаммеда Резы Пехлеви, Мик Джаггер, Лайза Миннелли, Джон Леннон, Дайана Росс, Брижит Бардо и многие другие знаменитости.

## Кинематографическая деятельность
Параллельно с созданием объектов поп-арта, Уорхол начинает снимать кинофильмы, однако как режиссёр успеха добивается только в узких кругах. В период с 1963 по 1968 годы Уорхол снял несколько сотен лент, в том числе 472 четырёхминутные чёрно-белые портретные кинопробы (англ. Screen Tests), десятки короткометражных фильмов и более 150 фильмов с сюжетами, только 60 из которых увидели свет.
Большинство его фильмов, снятых в тот период, не имели никакого сюжета. В основу сюжетных линий ложились псевдодокументальные съёмки, например: «мужчина примеряет трусы», или «мужчина получает удовольствие от минета». Основным смыслом фильмов Уорхола было раскрытие сути сексуальной революции. В середине 1960-х Уорхол перешёл от съёмки чёрно-белых немых кинолент к цветному кино со сценарием (чаще всего эротического содержания). Стремясь раздвинуть рамки традиционного кино, Уорхол занялся съёмкой «неподвижных фильмов». Самыми значимыми из них стали «Спи» (1963) и «Эмпайр» (1964). Первый представлял собой чёрно-белую 5-часовую съёмку спящего человека — американского поэта Джона Джорно, не сопровождавшуюся никакими звуками. Премьерный показ фильма состоялся 17 января 1964 года в англ. The Film-Makers' Cooperative при участии режиссёра Йонаса Мекаса, «крёстного отца» нью-йоркского киноавангарда. Всего присутствовало девять зрителей, двое из них ушли с просмотра в течение первого часа. Первоначально вместо Джорно Уорхол хотел заснять сон Брижит Бардо.
Сюжет второй ленты заключался в 8-часовом показе снятого в режиме замедленной съёмки нью-йоркского небоскрёба Эмпайр Стейт Билдинг в период с вечера 25 июля по утро 26 июля 1964 года. Своими пробами и перформансами в киноискусстве Уорхол хотел открыть новые направления в кинематографе и заинтересовать и удивить ими пресыщенного зрителя.
В 1973 году снял фильм «Любовь» с модельером Карлом Лагерфельдом в главной роли.

## Покушение
3 июня 1968 года 32-летняя актриса Валери Соланас, ранее снимавшаяся в фильмах Уорхола, вошла в «Фабрику» и трижды с порога выстрелила Энди в живот. После этого она вышла на улицу, подошла к полицейскому и сказала: «Я стреляла в Энди Уорхола». Пострадавший перенёс состояние клинической смерти и 5-часовую операцию, закончившуюся успешно. После покушения художнику пришлось носить поддерживающий корсет больше года, так как почти все его внутренние органы были повреждены. Уорхол отказался давать обвинительные показания в полиции, в результате в августе 1969 года Соланас была приговорена судом только к 3 годам тюрьмы и принудительному лечению в психиатрической больнице. В его работах начинают преобладать темы, связанные с насильственной смертью. Впрочем, эта тематика занимала Уорхола ещё и до покушения, катастрофы волновали его своей притягательностью. Боязнь смерти и увечий Уорхол выражал посредством изображения электрических стульев, самоубийств, аварий, похорон, ядерных взрывов, траура Жаклин Кеннеди, посмертных портретов Мэрилин Монро и больной Элизабет Тейлор. Одна из ярких иллюстраций этой фобии Уорхола — картина 1963 года «Катастрофа с тунцом», в которой воспроизведены газетные вырезки и фото двух женщин, отравившихся консервированным тунцом A&P, банка из-под которого также фигурирует в изображении.

## Жизнь после покушения

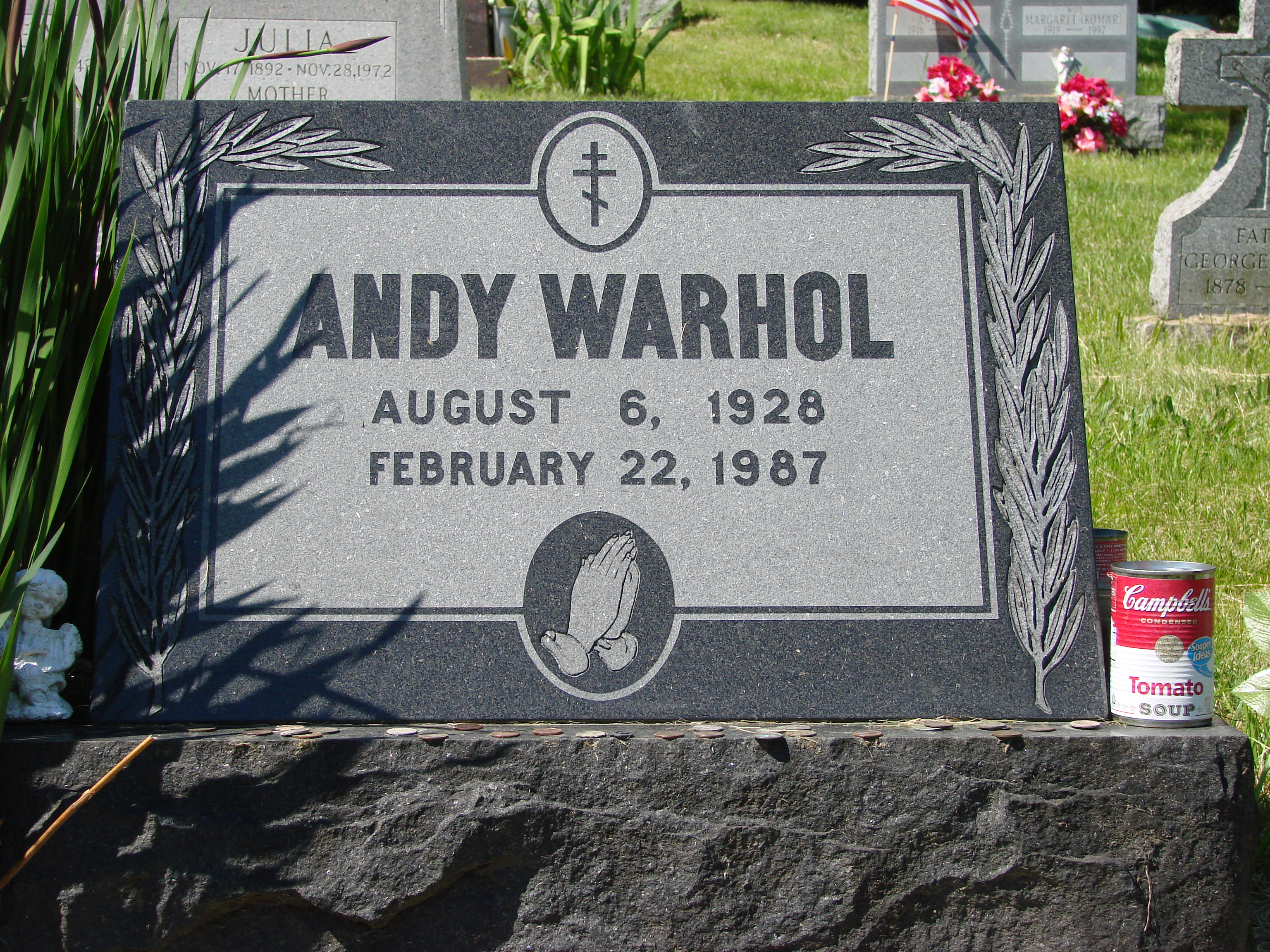
Могила Энди на греко-католическом кладбище Св. Иоанна Крестителя (Бетель-Парк, штат Пенсильвания)

После покушения Уорхол прожил почти 19 лет, не потерял интереса к творческой деятельности и не переставал экспериментировать с искусством до своей кончины в 1987 году. В 1979 году он занялся художественной раскраской гоночного автомобиля. По его мнению, движущееся в пространстве произведение искусства — это новое слово, новое явление в живописи, сущность красоты которого открывалась в динамике движения. Росписью кузова автомашины Уорхол занимался лично. Краски наносил разнообразным подручным материалом, в том числе и пальцем. Сохранилось его высказывание: «Я пытался нарисовать, как выглядит скорость. Когда машина движется на большой скорости, все линии и цвета смазываются».
8 февраля 1987 года Уорхолу была сделана операция по удалению жёлчного пузыря в клинике Корнелл. 22 февраля 1987 года Уорхол скоропостижно скончался от остановки сердца во сне на 59-м году жизни. Похоронен в родном Питтсбурге.

## Личная жизнь
Энди Уорхол никогда не делал каминг-аута, но жил жизнью открытого гея. Гомосексуальность художника активно проявилась в его творчестве. В качестве примеров можно упомянуть живописные серии «Sex Parts» и «Torso», фильмы «Sleep», «Blow Job», «My Hustler» и «Lonesome Cowboys».
Бойфрендами художника в разное время были Билли Нейм, Джон Джорно, Джед Джонсон и Джон Гулд.

## Коммерческое значение
В последние годы Энди Уорхол возглавляет список самых продаваемых художников. Так, в 2013 году суммарная стоимость проданных на аукционах работ художника составила 427,1 млн долларов. Наиболее высоко ценятся крупноформатные холсты 1962—1964 годов, цены на которые могут доходить до 100 млн долларов. В ноябре 2013 года был установлен рекорд — 105,4 млн долларов за «Серебряную автокатастрофу (двойную)» (1963).
За период с 1985 по 2010 год средние аукционные цены на работы Уорхола выросли на 3400 %, что примерно вдвое превышает средний рост цен на современное искусство за тот же период.

## Киновоплощения
- «Дорз» (1991) — Криспин Гловер
- «Баския» (1996) — Дэвид Боуи
- «Я стреляла в Энди Уорхола» (1996) — Джаред Харрис
- «Я соблазнила Энди Уорхола» («Фабричная девушка») (2006) — Гай Пирс
- «Хранители» (2009) — Грег Трэвис
- «Люди в чёрном 3» (2012) — Билл Хейдер
- «Роскошная комедия Ноэля Филдинга» (2012) — Том Митен
- «Винил» (2016) — Джон Кэмерон Митчелл
- «Американская история ужасов» (2017) — Эван Питерс
- «Клуб миллиардеров» (2018) — Кэри Элвес
- «Мински» (2022) — Джефф Грейс
- «Сотрудничество» (2022) — Пол Беттани, молодой Уорхол — Патрик Флинн
- «Без глазури» (2024) — Дэн Леви
- «Ученик. Восхождение Трампа» (2024) — Брюс Битон
- "Странный Эл" (2022) - Конан О'Брайен

## Сочинения
- Уорхол Э. Философия Энди Уорхола (от А к Б и наоборот). — М.: Аронов, 2001.
- Уорхол Э. Америка. — М.: Ад Маргинем, 2013.
- Уорхол Э. Дневники Энди Уорхола. — М.: Ад Маргинем, 2015.

## Выставки

### В Москве
- 2001 — Неделя Уорхола в Москве / Гос. музей изобраз. искусств им. А. С. Пушкина [и др.] / 2001[33]
- 2003 — Фигуры Америки. Между поп-артом и трансавангардом. Энди Уорхол, Жан-Мишель Баскиа, Том Вассельман / Stella Art Gallery / 28 ноября 2003 — 14 февраля 2004[34][35]
- 2005 — Энди Уорхол и русский поп-арт в Третьяковке на Крымском валу / Третьяковская галерея на Крымском Валу / сентябрь 2005
- 2008 — Предаукционная выставка дома Phillips de Pury & Co. В рамках выставки показана картина «Камуфляж» / Галерея «Риджина» / 10-12 февраля 2008[36][37]
- 2008 — Энди Уорхол «Живые портреты» (Выставка к 80-летию Энди Уорхола) / Московский музей современного искусства / 17 декабря 2008 — 8 февраля 2009[38]
- 2009 — Энди Уорхол «Леди и джентльмены» / Галерея К35 / 15 октября — 3 декабря 2009
- 2013 — Энди Уорхол «10 знаменитейших Евреев» / Еврейский музей и центр толерантности / 2013
- 2017 — «Энди Уорхол. Вымирающие виды» Государственный Дарвиновский музей / 18 марта — 25 мая 2017
- 2020 — «Я, Энди Уорхол» / коммерческая выставка в помещении рядом с Новой Третьяковкой / 25 сентября 2020 — 10 января 2021[39]

### В Баку
- 2013 — «Жизнь, смерть и красота» / Культурный центр Гейдара Алиева / 21 июня — 9 сентября 2013[40]

Рекламный щит в Баку, информирующий о выставке работ Энди Уорхола в Культурном центре Гейдара Алиева
Выставка работ художника в Культурном центре Гейдара Алиева в Баку

### В Тампере
- 2014 — «An American Story» / Художественный музей Сары Хилден / 15 марта — 30 мая 2014[41]

### В Екатеринбурге
- В 2014 году были выставлены подлинники автора: серии «Мерилин Монро», «Цветы» и знаменитый «Суп „Кэмпбелл“», показан ряд его кинофильмов.

## Увековечение памяти
В 2002 году Почтовая служба США выпустила 37-центовую марку с изображением автопортрета художника 1964 года, которая была впервые представлена на торжественной церемонии, состоявшейся 9 апреля 2002 года в Музее Энди Уорхола.
В марте 2011 года на углу Юнион-сквер в Нью-Йорке была установлена хромированная статуя Энди Уорхола.
В апреле 2016 года решением главы Закарпатской области Геннадия Москаля, Октябрьской площади в селе Минай было присвоено имя Энди Уорхола.
В апреле 2025 года музыкант Skrillex выпустил альбом «Fuck U Skrillex You Think Ur Andy Warhol but Ur Not!!».